# Sommer-Palais Peters des Großen

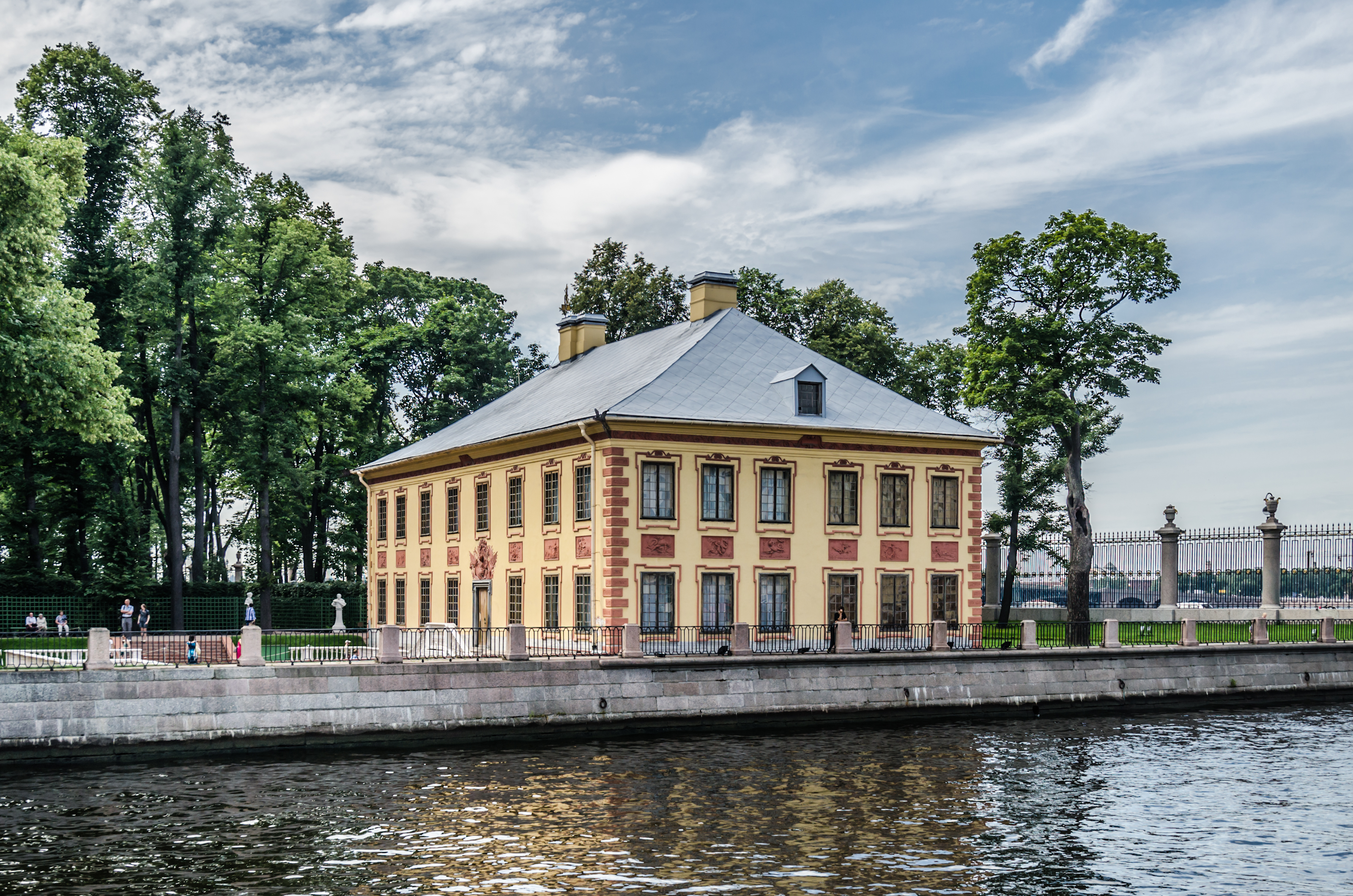
Das Sommer-Palais

Das Sommer-Palais Peters des Großen (russisch Летний дворец Петра I) ist die bis in unsere Tage erhaltene erste Residenz Peters I. Es befindet sich im Sankt Petersburger Sommergarten.
Das Palais wurde im Stil des Barocks nach einem Projekt von Domenico Trezzini von 1710 bis 1714 errichtet. Es gehört, wie auch die ebenfalls von Trezzini gleichzeitig begonnene, aber erst später fertiggestellte Peter-und-Paul-Kirche zu den ältesten Gebäuden der Stadt. Aus dieser frühen Phase Petersburger Barockbaukunst, die durch schlichte Formen und ornamentale Zurückhaltung gekennzeichnet ist, sind nur wenige Monumente erhalten geblieben. Das zweigeschossige Palais besteht aus 14 Zimmern.
Die Fassaden des Palais werden von 29 Reliefs verziert, die in allegorischer Form die Ereignisse des Nordischen Krieges darstellen. Sie werden dem deutschen Architekt und Bildhauer Andreas Schlüter zugeschrieben, der sich von 1713 bis zu seinem Tod 1714 einige Monate in St. Petersburg aufhielt; sicher ist jedoch nur, dass von ihm die Anregung dazu stammt.
Die Residenz wurde nur in der warmen Jahreszeit von Mai bis Oktober genutzt, deshalb sind die Wände verhältnismäßig dünn und die Fenster haben Einfachverglasung.
Peter zog in das fast fertiggestellte Palais 1712 ein und lebte dort im Sommer bis zu seinem Tod im Jahr 1725. Er belegte das Erdgeschoss, das Obergeschoss war für Katharina I. vorgesehen.

## Museum
Seit 1934 befindet sich im Palais ein historisches Museum, das eine Außenstelle des Russischen Museums ist. Es ist von Juni bis Oktober geöffnet.